# 2000–2001-es magyar férfi röplabdabajnokság
A 2000–2001-es magyar férfi röplabdabajnokság az ötvenhatodik magyar röplabdabajnokság volt. A bajnokságban tizenhét csapat indult el, a csapatok az előző évi szereplés alapján két csoportban (Extraliga: 1-6. helyért, NB I.: 7-17. helyért) négy, illetve két kört játszottak (az ifjúsági válogatott csak egy kört játszott). Az alapszakasz után az Extraliga 1-6. és az NB I. 1-2. helyezettjei play-off rendszerben játszottak a végső helyezésekért, az NB I. 3-6. helyezettjei az addigi pontjaikat megtartva egymás közt még két kört játszottak a 9-12. helyért, míg az NB I. 7-11. helyezettjei az addigi pontjaikat megtartva egymás közt még két kört játszottak a 13-16. helyért (az ifjúsági válogatott már nem vett részt).

## Alapszakasz

### Extraliga
| #  | Csapat                          | M  | Gy | V  | Sz+ | Sz- | P  |
| -- | ------------------------------- | -- | -- | -- | --- | --- | -- |
| 1. | Kométa Kaposvár SE              | 20 | 15 | 5  | 51  | 22  | 35 |
| 2. | Medikémia-Szeged                | 20 | 15 | 5  | 48  | 30  | 35 |
| 3. | Dunaferr SE                     | 20 | 11 | 9  | 41  | 31  | 31 |
| 4. | Nyíregyházi VSC-Szabolcs Gabona | 20 | 7  | 13 | 30  | 43  | 27 |
| 5. | Vegyész RC Kazincbarcika        | 20 | 6  | 14 | 27  | 49  | 26 |
| 6. | Kecskeméti RC                   | 20 | 6  | 14 | 26  | 48  | 26 |

### NB I.
| #   | Csapat                      | M  | Gy | V  | Sz+ | Sz- | P  |
| --- | --------------------------- | -- | -- | -- | --- | --- | -- |
| 1.  | Szolnoki Titász RK          | 19 | 17 | 2  | 54  | 15  | 36 |
| 2.  | LRI-Malév SC                | 19 | 16 | 3  | 51  | 20  | 35 |
| 3.  | Dági SE                     | 19 | 15 | 4  | 50  | 17  | 34 |
| 4.  | NAFA SE Kaposvár            | 19 | 14 | 5  | 46  | 28  | 33 |
| 5.  | MAFC                        | 19 | 10 | 9  | 40  | 33  | 29 |
| 6.  | Zalaegerszegi TE            | 19 | 7  | 12 | 26  | 42  | 26 |
| 7.  | Veszprémi RC                | 19 | 6  | 13 | 30  | 42  | 25 |
| 8.  | Testnevelési Főiskola SE    | 19 | 6  | 13 | 26  | 48  | 25 |
| 9.  | Hullám Pack-Dunaújvárosi RK | 19 | 2  | 17 | 19  | 53  | 21 |
| 10. | Georgikon DSE               | 19 | 2  | 17 | 12  | 54  | 20 |
| 11. | Ifjúsági válogatott         | 10 | 5  | 5  | 20  | 22  | 15 |

* M: Mérkőzés Gy: Győzelem V: Vereség Sz+: Nyert szett Sz-: Vesztett szett P: Pont

## Rájátszás
Negyeddöntő: Kométa Kaposvár SE–LRI-Malév SC 3:1, 3:0 és Medikémia-Szeged–Szolnoki Titász RK 3:0, 3:0 és Dunaferr SE–Kecskeméti RC 3:1, 3:1 és Nyíregyházi VSC-Szabolcs Gabona–Vegyész RC Kazincbarcika 3:0, 2:3, 2:3
Elődöntő: Kométa Kaposvár SE–Vegyész RC Kazincbarcika 3:0, 3:1, 3:1 és Medikémia-Szeged–Dunaferr SE 1:3, 1:3, 1:3
Döntő: Kométa Kaposvár SE–Dunaferr SE 1:3, 0:3, 3:0, 3:2, 3:1
3. helyért: Medikémia-Szeged–Vegyész RC Kazincbarcika 3:1, 3:1, 3:0
5–8. helyért: Nyíregyházi VSC-Szabolcs Gabona–LRI-Malév SC 3:0, 3:0 és Kecskeméti RC–Szolnoki Titász RK 3:1, 3:0
5. helyért: Nyíregyházi VSC-Szabolcs Gabona–Kecskeméti RC 0:3, 0:3
7. helyért: Szolnoki Titász RK–LRI-Malév SC 3:0, 3:2

### 9–12. helyért
| #   | Csapat           | M  | Gy | V  | Sz+ | Sz- | P  |
| --- | ---------------- | -- | -- | -- | --- | --- | -- |
| 9.  | Dági SE          | 25 | 21 | 4  | 68  | 20  | 46 |
| 10. | NAFA SE Kaposvár | 25 | 17 | 8  | 60  | 40  | 42 |
| 11. | MAFC             | 25 | 12 | 13 | 50  | 48  | 37 |
| 12. | Zalaegerszegi TE | 25 | 8  | 17 | 33  | 59  | 33 |

### 13–16. helyért
| #   | Csapat                      | M  | Gy | V  | Sz+ | Sz- | P  | Megjegyzés     |
| --- | --------------------------- | -- | -- | -- | --- | --- | -- | -------------- |
| 13. | Veszprémi RC                | 23 | 10 | 13 | 42  | 47  | 33 |                |
| 14. | Testnevelési Főiskola SE    | 23 | 8  | 15 | 35  | 57  | 31 |                |
| 15. | Georgikon DSE               | 23 | 2  | 21 | 17  | 66  | 24 | 1 pont levonva |
| 16. | Hullám Pack-Dunaújvárosi RK | -  | -  | -  | -   | -   | -  | kizárva        |

* M: Mérkőzés Gy: Győzelem V: Vereség Sz+: Nyert szett Sz-: Vesztett szett P: Pont